# Eusebio Barbetti
Eusebio Barbetti (Russi, 14 luglio 1816 – Cette, 14 agosto 1848) è stato un patriota italiano.
Affiliato della Giovine Italia e mazziniano di ferro, fu coinvolto nella congiura di Felice Orsini per uccidere Napoleone III e condannato all'ergastolo nel 1845, per poi essere amnistiato un anno dopo.